# Митринович, Димитрие
Димитрий «Мита» Митринович (серб. Димитрије Мита Митриновић; Поплат, 21 октября 1887 г. - Ричмонд-апон-Темс, 28 августа 1953 г.) — сербский философ, революционер, поэт, авангардный критик, мистик, эссеист и переводчик.

## Биография
Родился в 1887 году в Поплате. Детство провел в Зово До недалеко от Невесинье, где его родители были учителями. Закончил начальную школу в Благае, среднюю школу в Мостаре, изучал философию, психологию и логику в Загребе, Белграде, затем в Вене и Мюнхене. Окончил учебу в Тюбинген в 1914 году. Будучи молодым студентом, был составителем основной программы политического движения «Млада Босна». В этот период Митринович редактировал Сараевскую литературную газету «Босанска Вила», среди авторов которого были поэт Владимир Гачинович. Первую мировую войну он провел в Лондоне, где вместе с Эзрой Паундом основал и редактировал журнал New Age (нью-эйдж), который впоследствии стал газетой New Europe. Митринович также является инициатором создания адлерского общества изучения индивидуальной психологии.
Свою первую песню, Lento doloroso, он опубликовал в Босанске Виле в 1905 году под псевдонимом М. Димитриевич, под руководством которого Димитрие позже в основном публиковал стихи. Кроме того, использовал псевдоним Антикус.
Он являлся загадочной личностью в сербской и европейской культурной истории, начал свою работу в области искусства с перевода Ригведы и произведений Вергилия на сербский язык. Изучал философию и историю искусства, находясь в Риме, Мадриде, Париже, Мюнхене и Тюбингене. Был одним из первых сторонников авангардной художественной группы Синий всадник и прочитал лекцию об искусстве Василия Кандинского.
В 1914 году, желая основать движение «Основы будущего», он поддерживал переписку со следующими потенциальными партнерами: Джованни Папини, Станислав Пшибышевский, Мартин Бубер, Гершом Шолем, Эптон Синклер , Анри Бергсон, Герберт Джордж Уэллс, Дмитрий Мережковский, Леонид Андреев, Максим Горький, Морис Метерлинк, Пабло Пикассо, Филиппо Маринетти, Анатоль Франс, Джордж Бернар Шоу и Кнут Гамсун.

## Библиотека и архив
Библиотека Митриновича содержит коллекцию из более чем 4500 произведений, основанных на частной коллекции Митриновича. Таким образом, библиотека отражает очень широкий круг интересов Митриновича и его владение языками. Особые сильные стороны - философия, политика, общество, религия и эзотерика. Коллекция включает редкие книги по истории искусства, литературе, психологии, истории, науке, востоковедению, астрологии, масонству, теософии и так далее. Большинство материалов относится к девятнадцатому и началу двадцатого века; основные используемые языки - английский, немецкий, французский и некоторые азиатские и восточноевропейские языки.
Часть библиотеки была завещана библиотеке Белградского университета в 1956 году, а часть передана в дар Университету Бредфорда в 2003 и 2004 годах.